# William Jackson Harper
William Jackson Harper (bautizado como William Fitzgerald Harper; Dallas, 8 de febrero de 1980) es un actor estadounidense. Interpretó a Chidi Anagonye en la comedia de NBC The Good Place (de 2016 a 2020).

## Comienzos
William Fitzgerald Harper nació el 8 de febrero de 1980, en Dallas, Texas. Se graduó en la Universidad de Santa Fe en 2003. Harper eligió el nombre artístico «William Jackson Harper» cuando se registró en la asociación equitativa de actores, debido a que «William Harper» ya estaba en uso y creía que «Fitzgerald» era demasiado largo. Harper decidió usar el nombre «Jackson», derivado de su raíz materna, para rendirle homenaje.
En 2019,  protagonizó dos películas críticamente aclamadas, Midsommar (donde interpretó a Josh) y Aguas Oscuras (donde obtuvo el papel de James Ross).

## Filmografía

### Películas
| Año  | Título                            | Papel             |
| ---- | --------------------------------- | ----------------- |
| 2010 | All Good Things                   | Moynihan Ayudante |
| 2012 | That's what she said              | Harry             |
| 2015 | True Story                        | Zak Rausch        |
| 2016 | Paterson                          | Everett           |
| 2018 | They remain                       | Keith             |
| 2019 | Midsommar                         | Josh              |
| 2019 | Dark Waters                       | James Ross        |
| 2019 | Lost holiday                      | Mark              |
| 2020 | The man in the woods              | Buster Heath      |
| 2023 | Landscape with Invisible Hand     | Mr. Campbell      |
| 2023 | Ant-Man and the Wasp: Quantumania | Quaz              |

### Televisión
| Año            | Título                       | Papel                  | Notas                                                     |
| -------------- | ---------------------------- | ---------------------- | --------------------------------------------------------- |
| 2007           | Ley y orden: Acción criminal | Chayne Danforth        | Episodio: "Self-made"                                     |
| 2009           | Great performance            | Melville               | Episodio: "Harlem in Montmartre: A Paris Jazz Story"      |
| 2009           | Mercy                        | David Verde            | Episodio: "I Believe You Conrad"                          |
| de 2009 a 2011 | The electric company         | Danny Rebus            | 52 episodios                                              |
| 2010           | Ley y orden                  | Agente Derek Waldron   | Episodio: "Boy on fire"                                   |
| 2011           | Rockefeller Plaza            | Rioter                 | Episodio: "Plan B"                                        |
| 2013           | Inborrable                   | Andry Fotre aka Willis | Episodio: "Incógnito"                                     |
| 2014           | High maintenance             | Andrew                 | Episodio: "Geiger"                                        |
| 2015           | Person of interest           | Strobel                | Episodio: "Control-Alt-Suprimir"                          |
| 2015           | Blacklist                    | Seguridad              | Episodio: "Tom Connolly (N.º 11)"                         |
| de 2016 a 2020 | The good place               | Chidi Anagonye         | Protagonista Nominado a mejor actor de apoyo en comedias. |
| 2016           | Deadbeat                     | Adam                   | Episodio: "Death list three"                              |
| 2017           | The breaks                   | Stephen Jenkins        | 3 episodios                                               |
| 2019           | Jack Ryan                    | Xander                 | 2 episodios                                               |

## Premios y nominaciones
| Año  | Asociación                       | Categoría                                                                      | Trabajo nominado | Resultado | Ref   |
| ---- | -------------------------------- | ------------------------------------------------------------------------------ | ---------------- | --------- | ----- |
| 2019 | Premios de la crítica televisiva | Premios de la Crítica Televisiva al mejor actor de reparto en serie de comedia | The good place   |           | [ 8 ] |